# Un puñado de polvo
Un puñado de polvo es una novela del escritor británico Evelyn Waugh. Publicada en 1934, es a menudo agrupada con las tempranas novelas satíricas del autor por las que se hizo famoso en los años previos a la Segunda Guerra Mundial.
La historia trata las desgracias de Tony Last, un rico y superficial inglés que, tras haber sido traicionado por su mujer y visto sus ilusiones destrozadas una a una, busca evasión uniéndose a una expedición a la jungla brasileña, solo para acabar atrapado en un remoto asentamiento como prisionero y juguete de un demente colono. Waugh incorporó varios elementos autobiográficos a la historia, ya que viajó por América del Sur, y un buen número de los incidentes y las personas que encontró en su viaje están incorporados a la novela. El destino singular de Tony en la jungla fue primero utilizado por Waugh en un cuento independiente, publicado en 1933 bajo el título "El hombre a quien le gustó Dickens".
La recepción crítica inicial del libro fue modesta, pero fue muy popular entre el público y nunca dejó de imprimirse. La reputación del libro ha crecido; es generalmente considerado uno de los mejores de Waugh, y aparece más de una vez en las listas oficiosas de las mejores novelas del siglo XX.
Waugh se convirtió al catolicismo en 1930, después de que sus escrituras satíricas, seculares dibujaron hostilidad de algunos trimestres católicos. Él no introdujo, abiertamente, temas religiosos en Un puñado de polvo, pero más tarde explicó que, con su libro pretendía  demostrar la inutilidad de los valores humanistas, tan distintos de los religiosos, especialmente católicos.
El libro ha sido dramatizado para la radio, el escenario y la pantalla.

## Argumento
Tony Last es un caballero rural que vive con su mujer Brenda y su hijo de ocho años John Andrew en su casa ancestral, Hetton Abbey. La casa es una reconstrucción victoriana en estilo gótico, descrito en libros de guía local como falto de interés arquitectónico pero es el orgullo y la alegría de Tony. Contento con llevar una vida sencilla en el campo, es inconsciente de la insatisfacción y el aburrimiento crecientes en su mujer y su hijo. Cuándo Brenda conoce a John Beaver, un parásito social controlado por su pérfida madre, es cautivada por su labia metropolitana, y los dos empiezan un affair. Brenda empieza a pasar semanas en Londres, y persuade Tony para comprar un piso pequeño, el cual alquila a la Señora Beaver. A pesar de que el affair es bien conocido en Londres, Tony no se entera y además el intento de algún amigo para que se empareje con la glamurosa y promiscua Jenny Abdul Akhbar es un fracaso.
Cuando su hijo John Andrew muere en un accidente de equitación, Brenda le pide a Tony el divorcio. Tony está destrozado, pero aun así protege la reputación social de Brenda accede y la proporciona £500 al año. Después de pasar un fin de semana incómodo en Brighton Tony descubre que, presionada por Beaver y su madre, Brenda reclama £2,000 al año—una suma que requeriría vender Hetton. Esto es demasiado para él, y su desilusión con Brenda es completa. Se retira de las negociaciones del divorcio, y anuncia que pretende viajar durante seis meses. A su regreso, le dice a Brenda que tendrá su divorcio, pero ninguna pensión.
Sin perspectiva de dinero, Beaver pierde el interés en Brenda, que acaba sola y pobre. Entretanto, Tony ha conocido a un explorador, el Dr. Messinger, y se une a una expedición en busca de una ciudad perdida en la selva brasileña. En la travesía a Brasil, Tony conoce a Thérèse de Vitré, una chica joven cuyo catolicismo la impide darle una oportunidad cuándo le dice que tiene una mujer. En Brasil, Messinger resulta ser un completo incompetente; no controla a los guías nativos, quiénes les abandonan en las profundidades de la jungla. Tony cae enfermo, y Messinger sale en su canoa para encontrar ayuda, pero muere al caer por una cascada.
Tony vaga en un delirio hasta que es rescatado por el señor Todd, un antiguo colono que ahora gobierna sobre una pequeña comunidad en un rincón inaccesible de la jungla. Todd es al principio solícito con Tony, y le cuida hasta que recupera la salud. A pesar de ser analfabeto, Todd posee copias de las novelas de Charles Dickens, y Tony se ofrece para leerselas. Aun así, cuándo Tony está recuperado y quiere seguir su camino, Todd se muestra reacio. Las lecturas continúan, pero la atmósfera es cada vez más amenazante y Tony se da cuenta de que está prisionero. Cuándo una partida de búsqueda llega al asentamiento, Todd droga a Tony y lo esconde; dice al equipo de rescate que Tony ha muerto, y les da su reloj para que se lo devuelvan a la familia. Cuándo Tony despierta comprende que sus esperanzas de rescate se han esfumado y que está condenado a leer a Dickens indefinidamente. En Inglaterra, la muerte de Tony es aceptada; la mansión Hetton es heredada por sus primos, quiénes levantan un monumento conmemorativo a su memoria, mientras Brenda resuelve su situación casándose con uno de los amigos de Tony, Jock Grant-Menzies.

## De fondo

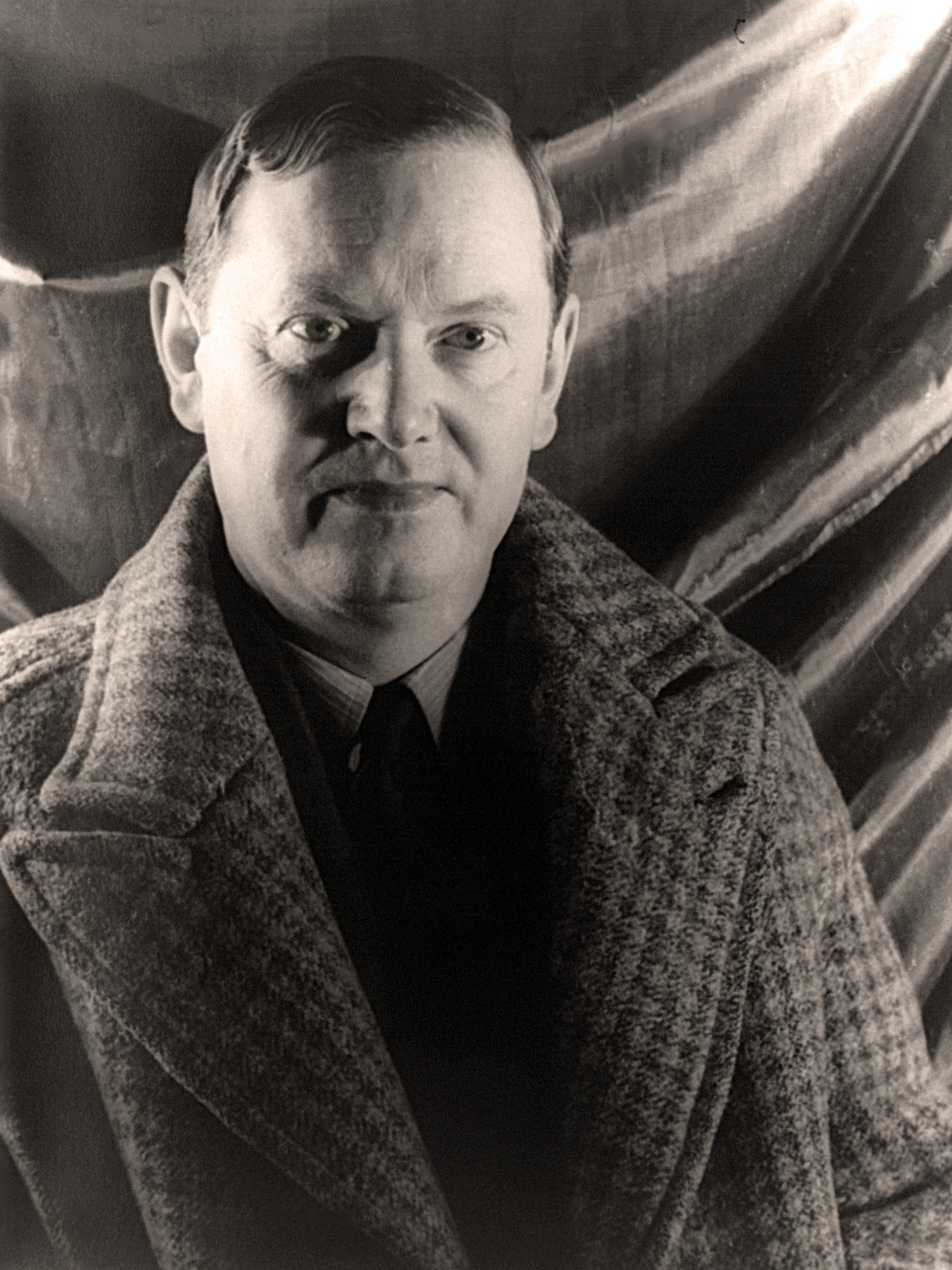
Evelyn Waugh (fotografiado en 1940)

Evelyn Waugh, nacido en 1903, era el hijo más joven de Arthur Waugh, el director gestor de la empresa editorial Chapman & Hall. Waugh fue profesor en una serie de escuelas preparatorias privadas antes de empezar su carrera como escritor. Su primera obra corta fue "El Equilibrio", el cual fue incluido en una antología de 1926. Trabajó brevemente como reportero y escribió una biografía del pintor Dante Gabriel Rossetti antes de conseguir el éxito en 1928 con la publicación de su novela cómica, Decadencia y Caída. Pero su éxito en lo profesional no le acompañó en lo privado, en junio de 1928 se había casado con Evelyn Gardner, pero un año más tarde el matrimonio acabó cuándo ella declaró que amaba a John Heygate, un amigo de la pareja. Waugh firmó el divorcio en septiembre de 1929. Al mismo tiempo, Waugh decidió unirse a la Iglesia católica.
Mientras Waugh esperaba la anulación de su matrimonio se enamoró de Teresa Jungman, también católica, y a los ojos de la Iglesia Waugh aún estaba casado. Sin embargo su conversión no afectó al tono satírico de sus obras —sus caracteres principales eran frecuentemente amorales y sus acciones brutales. El periodista católico Ernest Oldmeadow lanzó un furibundo ataque contra sus novelas. Waugh le respondió con sorna y pensó en mandarle una carta al Arzobispo de Westminster, pero por consejo de sus amigos se lo pensó mejor y no lo hizo.

## Creación

### Viaje a América Del Sur
En 1932 Waugh embarcó en un prolongado viaje por América Del sur. Su decisión pudo ser una huida de una vida emocional cada vez más complicada; mientras su pasión por Teresa Jungman era inútil, se enzarzó en varios enlaces sexuales casuales e insatisfactorios. Decidió ir a Sudamérica Influido por Peter Fleming, el editor literario que recientemente había regresado de una expedición a Brasil en busca del Coronel Percy Fawcett quién, en 1925, había desaparecido en Brasil mientras buscaba una legendaria ciudad perdida.
Waugh partió de Tílburi el 2 de diciembre de 1932. Llegó a Guyana el 23 de diciembre, y después de algunos días de indecisión optó por acompañar al Señor Haynes, el comisario de distrito, al río Rupununi, en un viaje al interior. Espeaba llegar a Manaus, una gran ciudad dentro de la jungla brasileña, pero el transporte no solo llegó hasta Boa Vista. En el camino conoció al Señor Christie, un anciano colono que le saludó diciendo: "Te esperaba. Tuve una visión de que venías". Juntos disfrutaron de una cena agradable donde Christie le dijo que había visto a los santos del cielo—sorprendentemente pocos—pero no podría decir cuantos porque eran incorporeos. Waugh Añadió a Christie a su "lista de excéntricos", para un futuro uso literario.
Waugh Llegó en Boa Vista el 4 de febrero de 1933, pero no encontró ningún barco disponible a Manaus. Los días de inactividad y aburrimiento que siguieron, con nada para leer exceptuando algunas vidas de Santos los pasó Waugh escribiendo un cuento: "El Hombre a Quién le Gustó Dickens". Aparte de utilizar nombres diferentes y algunos detalles menores esta historia es igual al más tarde utilizado como el clímax de Un puñado de Polvo: un anciano colono (modelado a partir de Christie), rescata y mantiene cautivo a un explorador perdido y le obliga a leerle las novelas de Dickens a perpetuidad. La historia estuvo publicada en 1933, en América por Hearst Internacional y en Gran Bretaña por Nash Pall Revista de Centro comercial. En un artículo escrito muchos años más tarde, Waugh explica cómo: "La idea [para el cuento] vino bastante naturalmente de la experiencia de visitar a [Christie] ... Y reflejando qué fácilmente podría haberme hecho prisionero. Después la idea se mantuvo en mi mente. Quise descubrir cómo el prisionero llegaba allí, y finalmente la cosa creció a un estudio de otras clases de salvajismo más cercanas."

### Escribiendo la novela

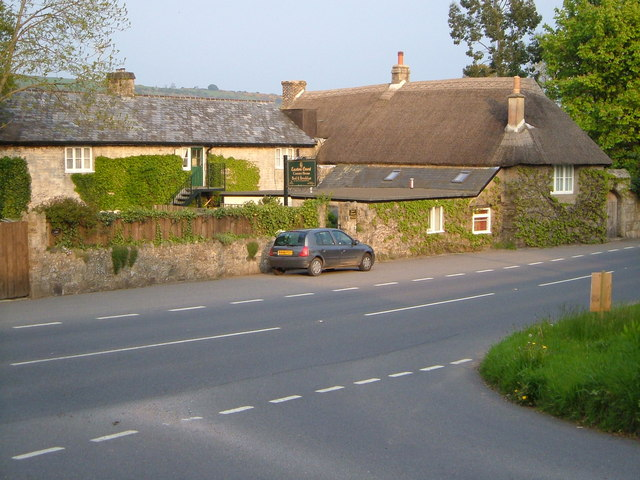
El Hotel de Easton Court, donde Waugh acabó de escribir Un puñado de Polvo en primavera de 1934

A su regreso a Inglaterra en mayo de 1933, Waugh, corto de dinero en efectivo, tuvo que completar compromisos de escritura antes de empezar a trabajar en la novela proyectada. De octubre a noviembre escribió sobre su viaje a América Del sur, el cual llamó Noventa y dos Días. Acabó el libro en el Hotel Easton Court de Chagford, en Devon, un retiro regular que utilizaba para completar proyectos de escritura. En abril el libro ya estaba en manos de sus editores, Chapman & Hall.

## Temas

### Autobiográfico
En su estudio de Waugh, David Wykes describe Un puñado de Polvo como "un acto brioso y hábil de autobiografía ficticia", provocado por el trauma del divorcio del escritor, sin el cual, el libro no habría sido escrito. Waugh, dice su biógrafo Martin Stannard, estaba "plasmando su agonía personal". El crítico Cyril Connolly lo llamó "el único libro que entiende el horror de la traición del amor en una pareja".
Wykes Cree que, de los tres personajes centrales de la novela, Tony es el único basado en una persona real—el propio Waugh-. Brenda está retratada como muchos de los personajes femeninos de Waugh—bien-criadas, triviales y descreídas—pero Wykes argumenta que no es una representación de Evelyn Gardner, Ni, Beaver es el amante de Evelyn Gardner. Hay acuerdo general que otros caracteres si están basados en personas: Señor Todd es claramente basado en el excéntrico pero menos siniestro Christie; Dr. Messinger, el explorador incompetente, refleja a W. E. Roth, el técnico del Museo de Georgetown del que Waugh huyó al ser alertado de su irresponsabilidad y temeridad. Thérèse de Vitré se refiere a la amiga platónica de Waugh, Teresa Jungman. La culminación de las desgracias de Tony está presagiado por el hábito de su padre de leer su literatura favorita en alto para toda su familia

### Gótico inglés

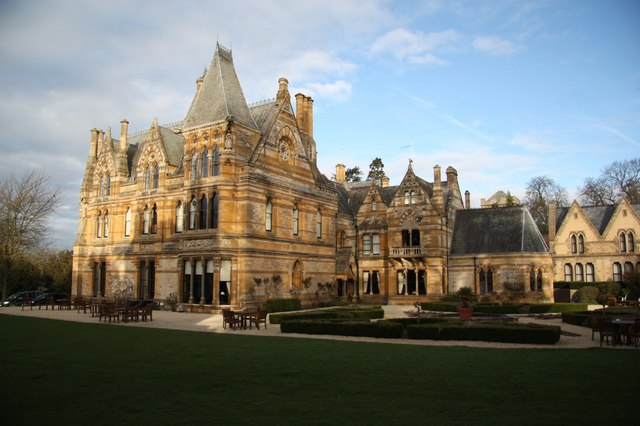
Ettington Parque, en Warwickshire, un mansión remodelada al estilo del ficticio Hetton.

El crítico Bernard Bergonzi se refiere a Tony Last como "un héroe gótico condenado", repitiendo la explicación del autor a su amigo Henry Yorke "un hombre gótico en las manos de salvajes—primero la Señora Beaer etc, y luego los de la selva". Según Stannard, Waugh tendió a juzgar a una civilización por su arte, y especialmente por su arquitectura, su interés particular en el inglés gótico es un importante leitmotif de la novela. El reconocimiento de Tony de la traición de Brenda está descrita como "un mundo gótico entero ... Venido a dolor". Más tarde, Tony se imagina la ciudad perdida de Messinger como "un transfigurado Hetton ... Todo luminoso y traslúcido; una ciudadela de coral coronada de margaritas". Cuándo al final de su búsqueda ve el poblado de Todd, en su delirio ve, en vez de la realidad de cabañas de barro y desolación, "doradas cúpulas y escaleras de alabastro".
Waugh también estuvo interesado en la arquitectura de Resurgimiento gótico.